# Layqa Qullu
Layqa Qullu (en aimara layqa mago, hechicero, bruja, hechicera, curandero, montaña qullu, "montaña de los magos", también escrito Laica Kkollu) es un pico de 6.166 metros de altura en la Cordillera Real de los Andes de Bolivia. Es uno de los picos más altos del macizo del Illimani. Se encuentra en el departamento de La Paz, provincia de Murillo, municipio de Palca, y en la provincia de Sud Yungas, municipio de Irupana. Layqa Qullu se encuentra al sureste del punto más alto del macizo, al noroeste de Link'u Link'u y Silla Pata.